# Öndör Gongor

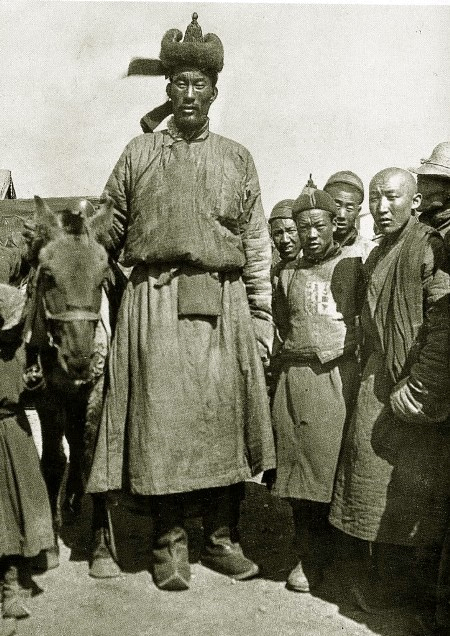
Öndör Gongor năm 1922

Öndör Gongor (tiếng Mông Cổ: Өндөр Гонгор, Gongor cao, k.1880/85 - cuối thập kỷ 1920), tên đầy đủ Pureviin Gongor (tiếng Mông Cổ: Пүрэвийн Гонгор), là một người đàn ông rất cao vào đầu thế kỷ 20 ở Mông Cổ. Roy Chapman Andrews đã viết rằng ông cao 2,36 m, nhưng một số nguồn khác thậm chí còn đo tới 2,45 m. Ông được biết đến trên toàn Mông Cổ, và cũng được nhắc đến hoặc minh họa trong một số bản báo cáo của du khách phương Tây đương thời.

## Tiểu sử
Theo một cuộc phỏng vấn với con gái của ông G. Budkhand, xuất bản năm 1997, Gongor là con thứ ba của một người chăn gia súc tên là Pürev, sống ở kỳ (khoshuu) Dalai Choinkhor wangiin ngày nay là sum Jargalant của tỉnh Khövsgöl. Ông không đặc biệt lớn như một đứa trẻ, chỉ có những ngón tay dài. Bởi vì ông luôn ăn rất nhiều, ông trở nên không được lòng cha mẹ, và cuối cùng bị gửi đến Ikh Khüree. Một ngày nọ, ông được triệu đến Bogd Khan, được mặc quần áo mới và sau một thời gian, ông thậm chí còn được kết hôn với một người phụ nữ làm nghề thợ may của Bogd Khan, với lý do theo tử vi của Bogd Khan, số phận của họ đã được kết nối.
Các bản báo cáo có một chút mâu thuẫn về việc làm của Gongor tại triều đình của Bogd Khan là: kế toán và người giữ voi của Bogd Khan, vệ sĩ của Bogd Khan, hoặc đô vật. Năm 1913, ông đến Nga cùng với một phái đoàn do Sain Noyon Khan Namnansüren dẫn đầu. Sau đó, ông được cho là đã làm việc tại văn phòng thu phí.

## Qua đời
Ông qua đời tại nhà vào cuối những năm 1920, trước khi đến tuổi 50. Thi hài của ông được cho là đã bị đánh cắp trong đám tang - vào thời điểm đó, nó đã bị mang ra thảo nguyên để bị chim và các loài vật khác rỉa thịt.

## Hậu duệ
Gongor có bốn đứa con. Một trong những cháu trai của ông, D.Davaanyam, là một tác giả cho thiếu nhi nổi tiếng ở Mông Cổ.

## Tham khảo

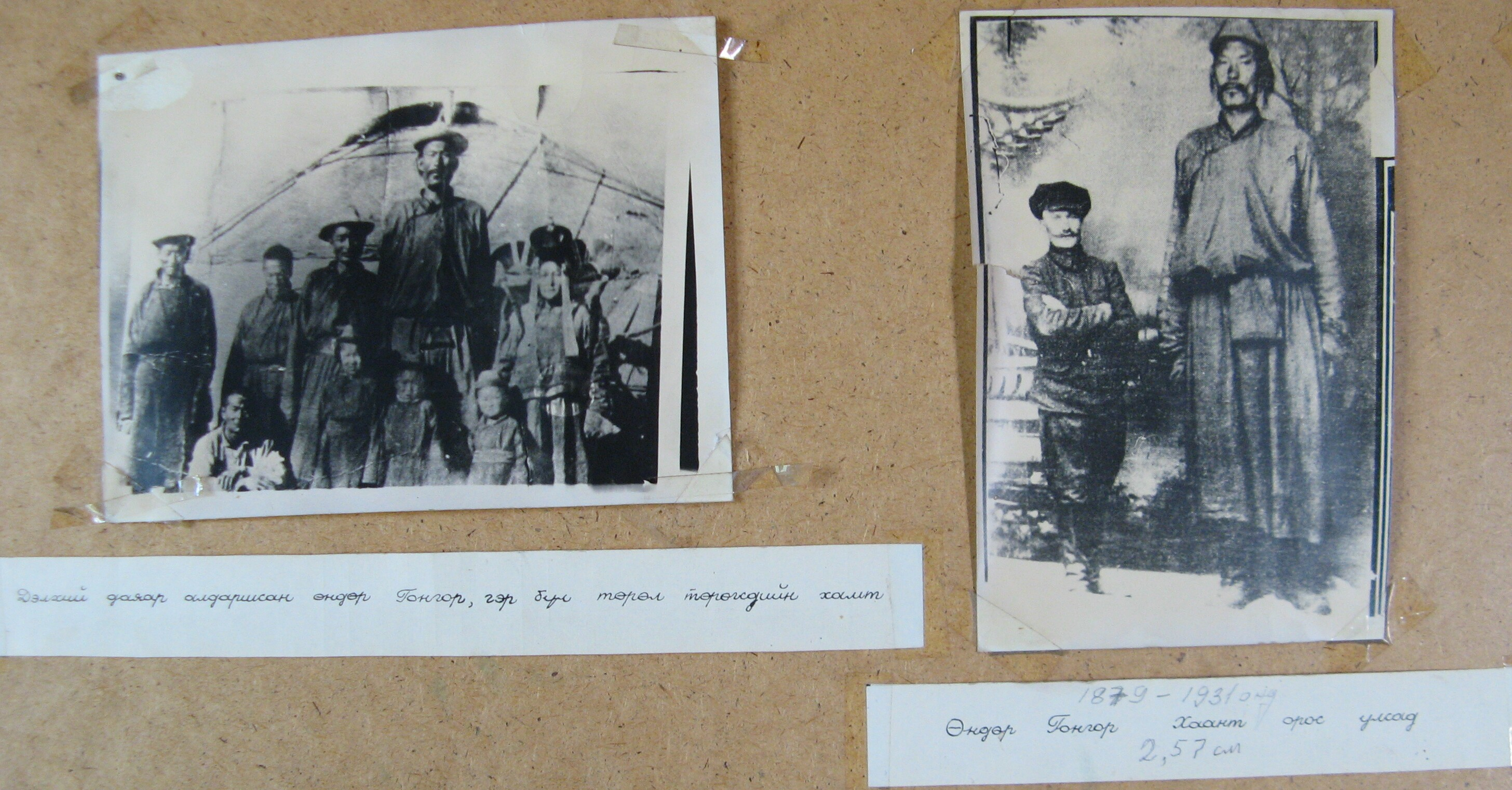
Các bức ảnh về Öndör Gongor tại bảo tàng Jargalant

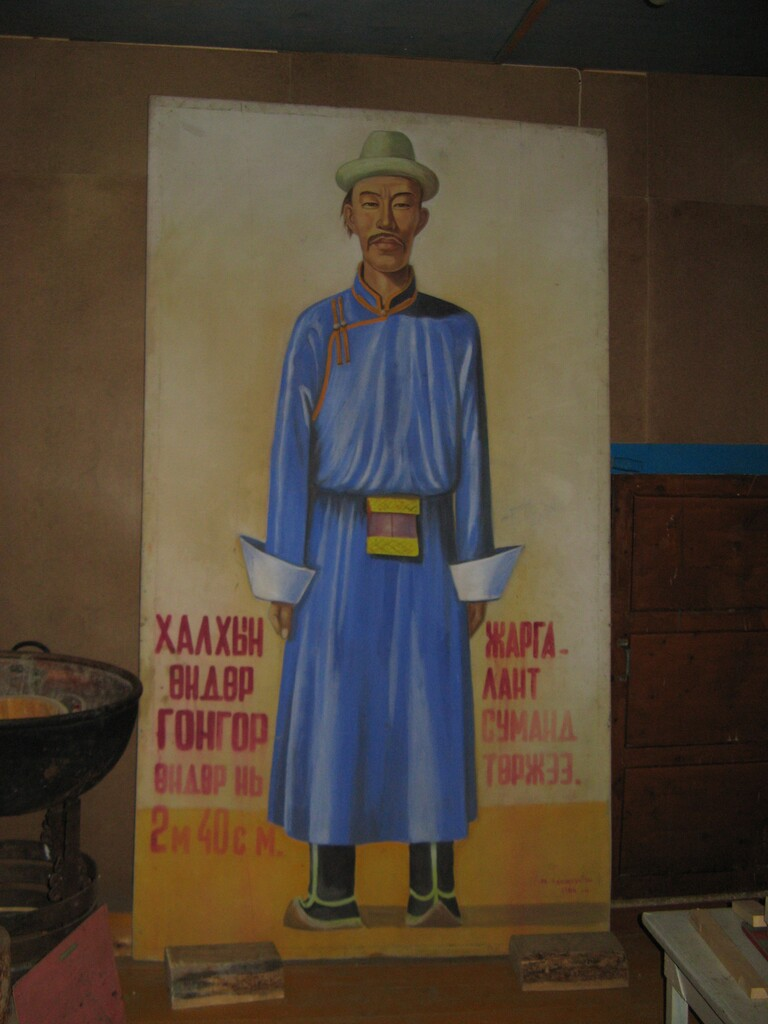
Một bức tranh về Öndör Gongor tại bảo tàng Jargalant (tỉnh Khövsgöl)